# Алі Мухаммед Муджавар
Алі Мухаммед Муджавар (араб. علي محمد مجور; нар. 1953) — єменський політик, прем'єр-міністр країни у 2007—2011 роках.

## Життєпис
1981 року закінчив Алжирський університет, здобувши ступінь бакалавра з управління економікою, 1987 року здобув ступінь магістра за тією ж спеціальністю у Гренобльському університеті, а 1991 року там же захистив дисертацію. Від 1994 року обіймав керівні посади в Аденському університеті, у різні часи очолюючи факультети нафти й корисних копалин, економіки, адміністративного управління.
У 2003—2006 роках займав пост міністра рибальства, у 2006—2007 роках — міністр енергетики. Після цього очолив уряд. Був усунутий від посади прем'єр-міністра в результаті повстання 2011 року.